# Galliano (gruppo musicale)
I Galliano sono un gruppo musicale acid jazz londinese, nato verso il 1989, che ha raggiunto l'apice del successo nel 1994 con l'album The Plot Thickens, che fonde generi musicali quali jazz rap e soul.
Nel 1997, Rob Gallagher lasciò ufficialmente il gruppo, provocandone così lo scioglimento, per proseguire la propria carriera con altri progetti musicali, tra cui i Two Banks of Four.
All'inizio del 2023 i Galliano annunciano un ritorno, con un album e alcuni concerti dal vivo in quell'anno. Nel maggio 2024 viene pubblicato il loro primo singolo in 28 anni, Circles Going Round the Sun, mentre il loro quinto album, Halfway Somewhere, viene messo in commercio il 30 agosto successivo.

## Formazione

### Componenti ufficiali
- Rob Gallagher - DJ, voce
- Constantine Weir - voce
- Crispin Robinson - percussioni

### Collaboratori abituali
- Valerie Etienne - voce
- Mick Talbot - tastiere
- Crispin Taylor - batteria
- Mark Vandergucht - chitarra
- Ernie McKone - basso

## Discografia

### Album in studio
- 1991 - In Pursuit of the 13th Note
- 1992 - A Joyful Noise Unto the Creator
- 1994 - The Plot Tickens
- 1996 - 4 (Four)
- 2024 - Halfway Somewhere

### Album dal vivo
- 1993 - Until Such Time (Recorded Live in Europe '92)
- 1997 - Live at Liquid Room (Tokyo)

### Raccolte
- 1994 - What Colour Our Flag
- 1995 - A Ticker Plot (remixes 93-94)

### Singoli
- 1988 - Frederic Lies Still
- 1989 - Let the Good Times Roll (The Quiet Boys feat. Galliano)
- 1990 - Welcome to the Story
- 1991 - Nothing Has Changed
- 1991 - Power and Glory
- 1991 - Jus' Reach
- 1992 - Skunk Funk
- 1992 - Prince of Peace
- 1992 - Jus' Reach (Recycled)
- 1994 - Long time Gone
- 1994 - Twyford Down
- 1996 - Ease Your Mind
- 1996 - Roofing Tiles
- 2024 - Circles Going Round the Sun
- 2024 - Pleasure, Joy & Happiness